# Sepideh
Sepideh (in alfabeto persiano: سپیده, [sɛpiːdɛ]) è un nome proprio di persona persiano femminile.

## Origine e diffusione
Riprende un termine persiano che significa "alba" o "la luce del sole nel cielo prima del sorgere del sole". La parola sepideh nella letteratura persiana simboleggia la bellezza e la venuta di un tempo migliore dopo un periodo difficile.

## Persone
- Sepideh Raissadat, cantante iraniana